# Göran Claeson
Göran Claeson (Stockholm, 4 maart 1945) is een voormalig langebaanschaatser uit Zweden.
Göran Claeson was gedurende acht jaar actief in de internationale schaatssport. Hij deed zeven opeenvolgende keren mee aan de Europese kampioenschappen en Wereldkampioenschappen allround (van 1969 tot 1975), was vijfmaal deelnemer op de Wereldkampioenschappen sprint en nam tweemaal deel aan de Olympische Winterspelen (in 1968 en 1972).
Claeson deed al bij zijn eerste internationaal allroundkampioenschap mee om de prijzen. Bij het EK van 1969 werd hij derde en bij het WK Allround later dat jaar won hij de zilveren medaille.
De Zweed deed tot en met 1972 wel mee om de prijzen, hij won de bronzen medaille op het EK van 1970, de zilveren medaille op het WK Allround van 1971 en de bronzen medaille op de Winterspelen van 1972, maar het winnen van een titel was niet voor hem weggelegd. De Nederlander Ard Schenk weerhield hem hiervan in deze periode. Na 1972 ging Schenk professioneel schaatsen en was de weg vrij voor Claeson om voor het goud te gaan. In 1973 werd hij Europees- en wereldkampioen allround en een jaar later wist hij zijn Europese titel te prolongeren.

## Records

### Persoonlijke records
| Afstand      | Tijd    | Datum            | Baan              |
| ------------ | ------- | ---------------- | ----------------- |
| 500 meter    | 39,2    | 15 januari 1972  | Davos             |
| 1000 meter   | 1.20,2  | 3 maart 1971     | Notodden          |
| 1500 meter   | 2.00,1  | 17 januari 1971  | Inzell            |
| 3000 meter   | 4.17,47 | 10 januari 1973  | Cortina d'Ampezzo |
| 5000 meter   | 7.17,0  | 1 maart 1969     | Inzell            |
| 10.000 meter | 15.18,7 | 14 februari 1971 | Göteborg          |

### Wereldrecords
| Nr. | Afstand        | Tijd    | Datum        | Baan   |
| --- | -------------- | ------- | ------------ | ------ |
| 1.  | Grote vierkamp | 171,758 | 2 maart 1969 | Inzell |

#### Wereldrecords laaglandbaan (officieus)
| Nr. | Afstand    | Tijd   | Datum           | Baan     |
| --- | ---------- | ------ | --------------- | -------- |
| 1.  | 1000 meter | 1.21,0 | 5 februari 1970 | Karlstad |

## Resultaten
| Jaar | NK Allround | EK Allround | WK Allround | WK Sprint | Olympische Spelen             |
| ---- | ----------- | ----------- | ----------- | --------- | ----------------------------- |
| 1968 | Brons       |             |             |           | 20e 1500m                     |
| 1969 | Goud        | Brons       | Zilver      |           |                               |
| 1970 |             | Brons       | 6e          | 5e        |                               |
| 1971 |             | 4e          | Zilver      | 15e       |                               |
| 1972 |             | 7e          | 7e          | 18e       | 1500m · 4e 5000m · 6e 10.000m |
| 1973 |             | Goud        | Goud        | 8e        |                               |
| 1974 |             | Goud        | Brons       | 19e       |                               |
| 1975 |             | 11e         | 11e         |           |                               |

### Medaillespiegel
| Kampioenschap     | Goud | Zilver | Brons |
| ----------------- | ---- | ------ | ----- |
| EK Allround       | 2    | 0      | 2     |
| WK Allround       | 1    | 2      | 1     |
| Olympische Spelen | 0    | 0      | 1     |

Onofficiële Europese kampioenschappen

1891: Onbeslist ·
1892: Onbeslist · 
1946: Göthe Hedlund 

Officiële Europese kampioenschappen

1893: Rudolf Ericson · 
1894: Onbeslist ·
1895: Alfred Næss · 
1896: Julius Seyler · 
1897: Julius Seyler · 
1898: Gustaf Estlander · 
1899: Peder Østlund · 
1900: Peder Østlund · 
1901: Rudolf Gundersen · 
1902: Johan Schwartz · 
1903: Onbeslist ·
1904: Rudolf Gundersen · 
1905: Johan Vikander · 
1906: Rudolf Gundersen · 
1907: Moje Öholm · 
1908: Moje Öholm · 
1909: Oscar Mathisen · 
1910: Nikolaj Stroennikov · 
1911: Nikolaj Stroennikov · 
1912: Oscar Mathisen · 
1913: Vasilij Ippolitov · 
1914: Oscar Mathisen · 
1922: Clas Thunberg · 
1923: Harald Strøm · 
1924: Roald Larsen · 
1925: Otto Polacsek · 
1926: Julius Skutnabb · 
1927: Bernt Evensen · 
1928: Clas Thunberg · 
1929: Ivar Ballangrud · 
1930: Ivar Ballangrud · 
1931: Clas Thunberg · 
1932: Clas Thunberg · 
1933: Ivar Ballangrud · 
1934: Michael Staksrud · 
1935: Karl Wazulek · 
1936: Ivar Ballangrud · 
1937: Michael Staksrud · 
1938: Charles Mathiesen · 
1939: Alfons Bērziņš · 
1947: Åke Seyffarth · 
1948: Reidar Liaklev · 
1949: Sverre Farstad · 
1950: Hjalmar Andersen · 
1951: Hjalmar Andersen · 
1952: Hjalmar Andersen · 
1953: Kees Broekman · 
1954: Boris Sjilkov · 
1955: Sigge Ericsson · 
1956: Jevgeni Grisjin · 
1957: Oleg Gontsjarenko · 
1958: Oleg Gontsjarenko · 
1959: Knut Johannesen · 
1960: Knut Johannesen · 
1961: Viktor Kositsjkin · 
1962: Robert Merkoelov · 
1963: Nils Egil Aaness · 
1964: Ants Antson · 
1965: Eduard Matoesevitsj · 
1966: Ard Schenk · 
1967: Kees Verkerk · 
1968: Fred Anton Maier · 
1969: Dag Fornæss · 
1970: Ard Schenk · 
1971: Dag Fornæss · 
1972: Ard Schenk · 
1973: Göran Claeson · 
1974: Göran Claeson · 
1975: Sten Stensen · 
1976: Kay Arne Stenshjemmet · 
1977: Jan Egil Storholt · 
1978: Sergej Martsjoek · 
1979: Jan Egil Storholt · 
1980: Kay Arne Stenshjemmet · 
1981: Amund Sjøbrend · 
1982: Tomas Gustafson · 
1983: Hilbert van der Duim · 
1984: Hilbert van der Duim · 
1985: Hein Vergeer · 
1986: Hein Vergeer · 
1987: Nikolaj Goeljajev · 
1988: Tomas Gustafson · 
1989: Leo Visser · 
1990: Bart Veldkamp · 
1991: Johann Olav Koss · 
1992: Falko Zandstra · 
1993: Falko Zandstra · 
1994: Rintje Ritsma · 
1995: Rintje Ritsma · 
1996: Rintje Ritsma · 
1997: Ids Postma · 
1998: Rintje Ritsma · 
1999: Rintje Ritsma · 
2000: Rintje Ritsma · 
2001: Dmitri Sjepel · 
2002: Jochem Uytdehaage · 
2003: Gianni Romme · 
2004: Mark Tuitert · 
2005: Jochem Uytdehaage · 
2006: Enrico Fabris · 
2007: Sven Kramer · 
2008: Sven Kramer · 
2009: Sven Kramer · 
2010: Sven Kramer · 
2011: Ivan Skobrev · 
2012: Sven Kramer · 
2013: Sven Kramer · 
2014: Jan Blokhuijsen · 
2015: Sven Kramer · 
2016: Sven Kramer · 
2017: Sven Kramer · 
2019: Sven Kramer · 
2021: Patrick Roest · 
2023: Patrick Roest · 
2025: Sander Eitrem